# RTS 2
RTS 2 es el segundo canal público de la Suiza francesa. Sus emisiones son en Francés y pertenece al grupo de comunicación Radio télévision suisse, que a su vez está integrado dentro de la organización pública de radiodifusión Suiza SRG SSR.

## Historia

### Segundo canal en Suiza
Desde 1969, la TSR ocupaba el primer canal en Romandía, el segundo en la Suiza alemana, y el tercero en la Suiza italiana. La TSI, por su parte, ocupaba el primer canal en la Suiza italiana, el segundo en la Engadina y en el Valle del Rin, y el tercero en la Romandía. Por último, la Schweizes Fernsehen (SF) ocupaba el primer canal en la Suiza alemana y el segundo en la Romandía y la Suiza italiana.
A través del segundo canal de cada región, el 13 de junio de 1982, coincidiendo con la inauguración de la Copa Mundial de Fútbol de 1982, empezó a emitir el canal deportivo intermitente de la SRG SSR, que emitía la misma programación en la lengua de cada región: SRG Sportkette (alemán), SSR Chaîne Sportive (francés), TSI Canale Sportivo (italiano). El canal emitió hasta el 25 de septiembre de 1993.
Paralelamente, en Romandía, la sociedad Télécinéromandie se fundó a finales del verano de 1983, aunque las emisiones de la nueva cadena de pago comenzaron oficialmente a través del cable y del canal 69 de UHF el  30 de noviembre de 1985.
Debido a dificultades económicas, el canal Télécinéromandie dejó de emitirse a través del canal 69 de UHF entre mayo de 1991 y marzo de 1992, y por cable entre mayo de 1991 y el 1 de septiembre del mismo año, retomando sus emisiones hasta el 6 de diciembre de 1993.
El 25 de septiembre de 1993, el antiguo canal deportivo fue sustituido por S Plus ("Sportkette Plus" o "Sport Plus"), que emitió primero solamente en alemán para la Suiza alemana y el cable de todo el país. El objetivo inicial del canal era contrarrestar a RTL Television, que había empezado a emitir desconexiones en Suiza.
A principios de 1994, S Plus empezó a emitir en toda Suiza, haciéndolo a través de la red terrestre del antiguo canal deportivo de la SRG SSR en la Suiza italiana, y en Romandía, a través del antiguo canal 69 de UHF, por el cual emitía Télécinéromandie. S Plus emitía entonces en alemán con subtítulos en francés o italiano, dependiendo de la región.
El 1 de marzo de 1995, S Plus fue sustituido por "Suisse 4/Schweiz 4/Svizzera 4/Svizra 4".

### TSR 2 y RTS 2
El 1 de septiembre de 1997, "Suisse 4" fue sustituido por las actuales segundas cadenas de cada región: TSR  2, SF 2 y TSI 2.
Así, TSR 2 comienza sus emisiones con el objetivo de complementar la programación del primer canal del grupo, que coincidiendo con el lanzamiento de TSR 2 pasó a llamarse TSR 1.
La cadena cambió su identidad visual en 2006, de forma que su logotipo contenía la S del nombre de color naranja.
La cadena comenzó sus emisiones regulares en el formato 16:9 en el verano del 2006 y emitió toda su programación en este formato el 1 de diciembre de 2007.
El 29 de febrero de 2012, TSR2 cambió de nombre para convertirse en RTS Deux, para reflejar la pertenencia de este al nuevo grupo de comunicación francófono de Suiza debido a la unión de la radio y la televisión en un único grupo. Los grupos originales eran la TSR (Televisión Suisse Romande) y la RSR (Radio Suisse Romande) y se convirtieron en RTS (Radio Televisión Suisse). El nuevo logotipo conserva el color naranja, que identifica a la cadena desee su lanzamiento en 1997. A partir del 29 de febrero de 2012 la cadena también comenzó a emitir en Alta Definición (HD) en la Televisión Digital Terrestre y en las plataformas de televisión por Satélite.
El 26 de agosto de 2019, RTS Deux cambió su nombre a RTS 2.

## Programación
Los programas emitidos por la cadena están compuestos principalmente de las emisiones de RTS 1, de programas orientados a la juventud, de documentales o programas culturales y ocasionalmente retransmisiones deportivas.

## Audiencias
RTS 2 es la cuarta cadena de televisión más vista de la Suiza francesa con un 7,8 % de cuota de mercado.
| 2011  | 2012  | 2013  | 2014  | 2015  | 2016  |
| ----- | ----- | ----- | ----- | ----- | ----- |
| 6,1 % | 7,1 % | 6,6 % | 8,6 % | 6,7 % | 7,8 % |

Fuente : Mediapulse